# Bagietka (pieczywo)

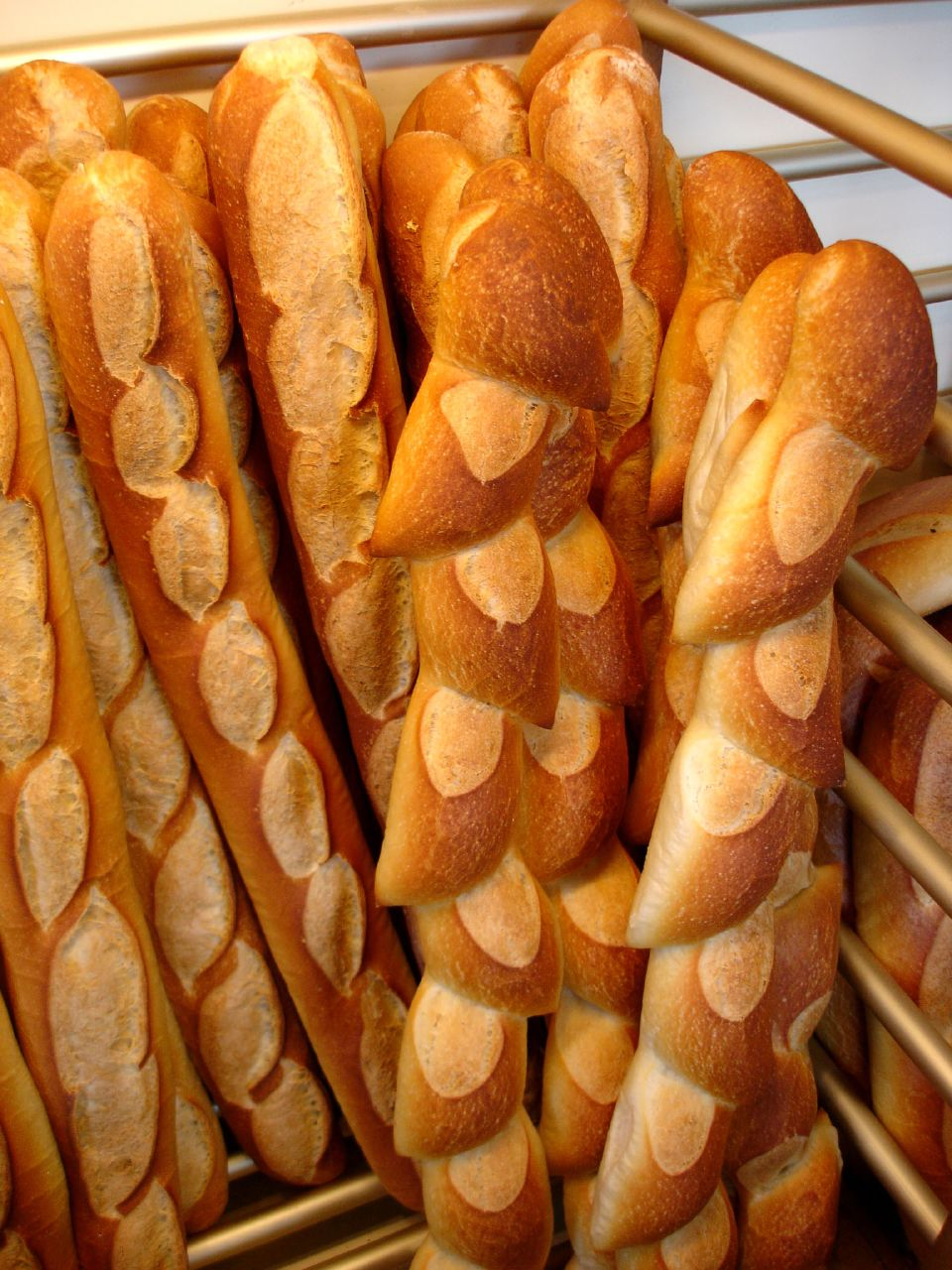
Bagietki

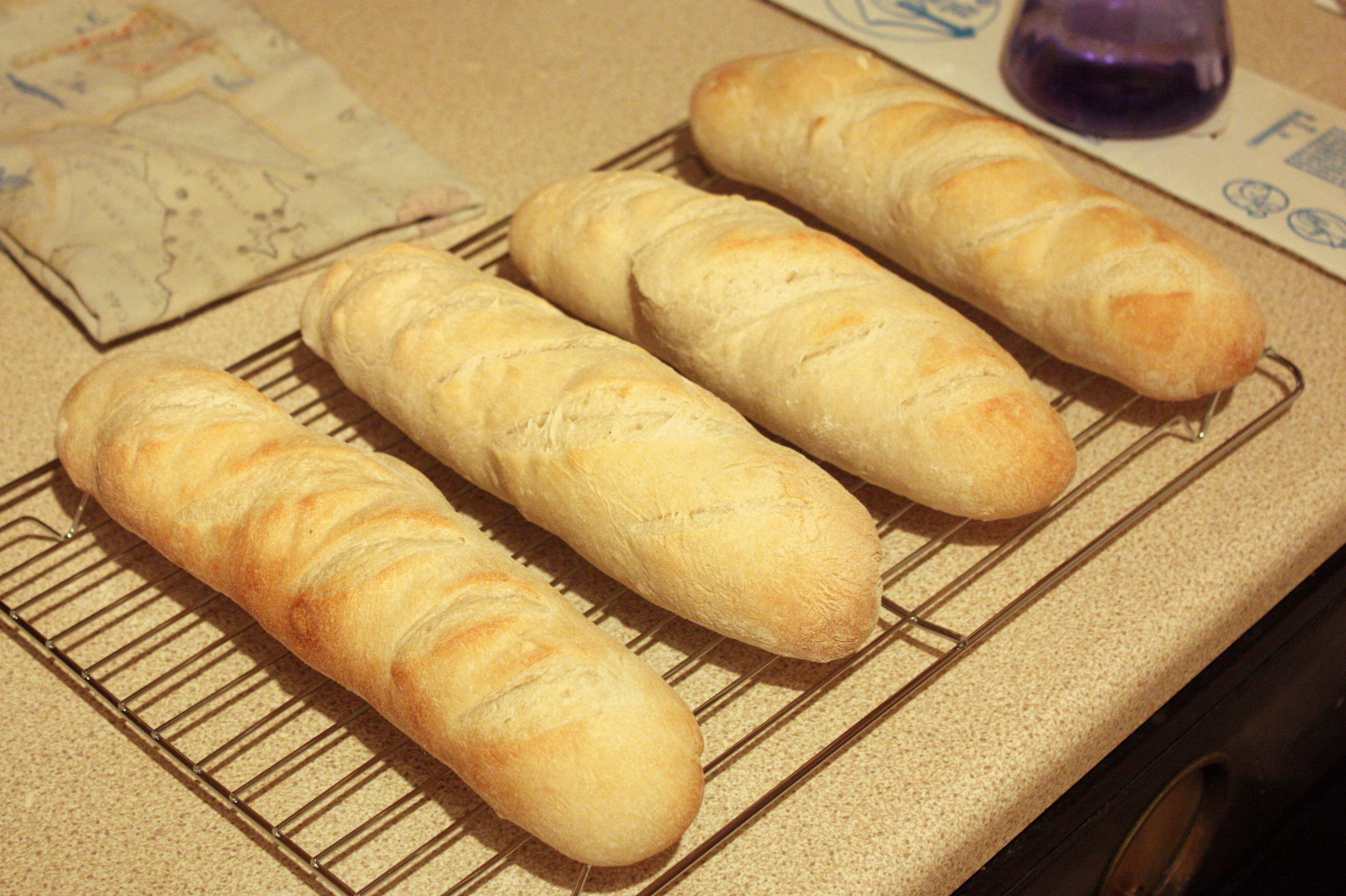
Półbagietki

Bagietka – popularna nazwa długiego i cienkiego pieczywa, zwanego też bułką paryską albo francuską. Standardowa bagietka ma 5–6 cm szerokości, 3–4 cm grubości i ok. 1 m długości.
Bagietka uznawana jest za jeden z symboli Francji, a zwłaszcza Paryża. W dużej mierze zawdzięcza to przepisom z 1920 roku, zakazującym pracy piekarni w godzinach nocnych od 22:00 do 4:00. Jedynym pieczywem, które można było zdążyć wyprodukować dla klientów były właśnie bagietki.
Bagietki używane są najczęściej do robienia kanapek. We Francji bardzo często stanowią podstawę śniadania, kiedy to podawane są wraz z masłem i konfiturami albo moczone są w kawie lub kakao, serwowanych w małych miseczkach.
Skórka bagietki jest chrupiąca i złocista, podczas gdy jej wnętrze jest białe i miękkie, a po ściśnięciu powraca do pierwotnego kształtu (jest to jedno z kryteriów oceny jakości bagietki). Bagietki nieco szybciej niż inne pieczywa robią się czerstwe.